# 오흐리드 조약
오흐리드 조약(마케도니아어: Охридски рамковен договор, 알바니아어: Marrëveshja e Ohrit)은 마케도니아 공화국 (현 북마케도니아) 정부와 알바니아계 북마케도니아인 사이에서 2001년 8월 13일 맺어진 조약이다. 이에 따라 마케도니아 공화국 치안유지부대와 민족해방군 사이에서 계속되고 있던 마케도니아 분쟁이 종결되어 알바니아계의 민족적 권리를 향상시키는 토대가 형성되었다.
공용어 추가도 조약 사항에 포함되어 있으며, 화자수가 인구의 20%를 넘는 알바니아어는 마케도니아어와 함께 공용어가 되었다.